# Hendrik Bogaert
Hendrik Bogaert (ur. 30 sierpnia 1968 w Brugii) – belgijski i flamandzki polityk i ekonomista, parlamentarzysta, sekretarz stanu w rządzie federalnym.

## Życiorys
Jego ojciec, Albert Bogaert, również angażował się w działalności polityczną, był m.in. senatorem.
Absolwent ekonomii na Katolickim Uniwersytecie w Leuven, ukończył także studia typu MBA w Harvard Business School. Od 2000 pełnił funkcję członka władz miejskich w Jabbeke, a w latach 2007–2011 zajmował stanowisko burmistrza tej miejscowości.
Zaangażował się w działalność partii Chrześcijańscy Demokraci i Flamandowie. W 2003 po raz pierwszy został wybrany do Izby Reprezentantów, reelekcję uzyskiwał w kolejnych wyborach (2007, 2010, 2014 i 2019). Obejmował też kierownicze funkcje w strukturach partyjnych. W 2011 w koalicyjnym rządzie Elia Di Rupo został sekretarzem stanu ds. służby cywilnej oraz modernizacji usług publicznych, funkcję tę pełnił do 2014.